# Charles Stewart (1778-1869)
Pour les articles homonymes, voir Charles Stewart (homonymie) et Stewart.
Charles Stewart, né le 28 juillet 1778 à Philadelphie et mort le 6 novembre 1869 à Bordentown, est un officier américain de la marine américaine.

## Biographie
Il est notamment commandant du USS Constitution.
Charles Stewart décède chez lui à Bordentown au New Jersey. La marine des États-Unis prend en charge son inhumation et transfère son corps à Philadelphie. Il était le dernier survivant des capitaine de la marine de la guerre de 1812. Il est enterré dans le cimetière de Woodlands à Philadelphie(p593).

## Postérité
Deux destroyers, l'USS Stewart (DD-13) et l'USS Stewart (DD-224), ainsi que le destroyer d'escorte USS Stewart (DE-238) sont nommés d'après lui.